# Veleposlanstvo Hrvatske u Ottawi
Veleposlanstvo Hrvatske u Ottawi predstavlja diplomatsko predstavništvo Republike Hrvatske u Kanadi. Nalazi se u Toller Houseu, na uglu ulica Chapel i Daly, u ottavskoj četvrti Sandy Hill. Uvrštena je na popis arhitektonski zanimljivih i povijesno značajnih zgrada u Ottawi.
Trenutni hrvatski veleposlanik u Kanadi je Marica Matković a Hrvatska ima i konzularni ured u Mississaugi.

## Povijest
Zgrada je izvorno sagrađena 1875. godine u neogotičkom stilu a dizajnirali su je arhitekti Henry Horsey i J. Sheard. Njen prvi stanar bio je J. H. Plummer, direktor gradske Bank of Commerce. Dvije godine nakon njega, u zgradu se s obitelji doselio kanadski političar Télesphore Fournier koji je u to vrijeme bio sudac kanadskog Vrhovnog suda. On ju je kupio 1882. od Fredericka Tollera. Ona je bila u vlasništvu obitelji do 1912. kada ju kupuje kanadski parlamentarac Louis-Philippe Brodeur.
Godine 1931. zgrada dolazi u vlasništvo skupine časnih sestara koje su ondje stanovale i vodile vlastitu školu do 1968. nakon čega se iznajmljivala studentima lokalnog Sveučilišta u Ottawi.
Poslije hrvatske nezavisnosti, zgradu 1993. kupuje zajednica kanadskih Hrvata koja je i financirala njenu adaptaciju. Od 1999. godine u njoj se nalazi hrvatsko veleposlanstvo.

## Vanjske poveznice
- Službena web stranica veleposlanstva  Arhivirana inačica izvorne stranice od 4. rujna 2011. (Wayback Machine)